# هاري غولد
هاري غولد (بالإنجليزية: Harry Gold)‏ (مواليد 11 ديسمبر 1910 - 28 أغسطس 1972)، هو كيميائي وجاسوس أمريكي من أصول سوفيتية. كان جاسوساً لعدد من حلقات التجسس السوفيتية العاملة في الولايات المتحدة خلال مشروع مانهاتن.